# Alfred Adler
Alfred W. Adler (7 tháng 2 năm 1870 – 28 tháng 5 năm 1937) là một bác sĩ, chuyên gia tâm thần học, người sáng lập trường phái tâm lý học cá nhân. Sự nhấn mạnh của ông về tầm quan trọng của những cảm giác bị kém cỏi - phức cảm tự ti - được công nhận là đã cô lập được một yếu tố đóng vai trò quan trọng trong sự phát triển nhân cách. Ông cộng tác với Sigmund Freud trong một thời gian nhưng về sau tách khỏi trường phái phân tâm học.

## Đời sống cá nhân
Alfred Adler sinh ra tại một ngôi làng vùng ngoại ô phía tây của Vienna vào ngày 7 tháng 2 năm 1870, là con trai thứ hai trong số bảy người con của một nhà buôn ngũ cốc gốc Do Thái. Em trai của Alfred chết trên giường ngay cạnh ông khi ông 3 tuổi. Từ khi còn bé, Alfređ đã mắc bệnh còi xương, vì thế ông đã không thể đi lại được cho đến năm ông lên 4 tuổi. Khi lên 5 tuổi, ông suýt chết vì bệnh viêm phổi. Và cũng ngay từ lứa tuổi này ông đã có quyết định trở thành một bác sĩ.
Alfred chỉ là một học sinh trung bình và thích được rong ruổi chạy chơi ngoài cánh đồng hơn là phải bị ngồi trong lớp học. Cậu bé rất hoạt bát thường thích đi chơi, rất hào hiệp rộng rãi và được mọi người ưa thích. Cậu luôn hiếu động và được coi có nhiều điểm khá hơn người anh tên Sigmund của mình.
Ông tốt nghiệp học vị bác sĩ y khoa từ trường Đại học  năm 1895. Trong thời gian theo đại học, ông liên hệ với một nhóm sinh viên xã hội, trong số đó ông đã tìm thấy người bạn đời của mình, Raissa Timofeyewna Epstin. Cô gái rất thông minh và cũng là một người hoạt động xã hội rất nhiệt tình. Cô từ Nga đến  du học. Họ đám cưới năm 1897 và có bốn người con, hai trong số này về sau trở thành bác sĩ tâm thần.

## Sự nghiệp
Ông bắt đầu sự nghiệp ngành y của mình với cương vị là một bác sĩ nhãn khoa, nhưng sau đó nhanh chóng chuyển sang bác sĩ đa khoa. Ông thiết lập văn phòng của mình tại một khu lao động nghèo của Vienna, đối diện với Prater, một khu vui chơi kết hợp công viên và diễn xiếc. Bệnh nhân của ông bao gồm cả những nhân viên của một gánh xiếc với sức khỏe và các triệu chứng bệnh lý rất khác thường. Khi xem họ biểu diễn, ông đã phát hiện ra những khiếm khuyết của các bộ phận cơ thể và giúp họ cách khắc phục những khó khăn ở nghề nghiệp này.
Sau đó ông chuyển qua hành nghề bác sĩ tâm thần. Vào năm 1907 ông được mời tham gia vào nhóm của Freud. Sau khi đã viết một số bài tham luận về sự khiếm khuyết của bộ phận cơ thể. Ông trình bày nhiều điểm tương đồng với quan điểm của Freud, trong đó ông đề cập đến bản năng phấn đấu nhưng Freud không hoàn toàn đồng ý. Sau đó ông viết về cảm xúc của trẻ em về tình trạng yếm thế, ông gợi ý rằng những gì Freud viết về mảng tính dục nên được coi là mang tính ẩn dụ nhiều hơn là hiểu theo nghĩa đen.
Mặc dù Freud đã mời Adler làm chủ tịch của tổ chức phân tích tâm lý Vienna (1910) và là biên tập viên chung cho nội san của nhóm này, Adler vẫn không ngừng việc chất vấn và chỉ trích Freud. Một cuộc thảo luận giữa những người ủng hộ Adler và người theo Freud được ấn định. Nhưng kết quả xảy ra khi Adler và 9 thành viên khác của cơ quan này tách ra để thành lập một nhóm riêng cho những người muốn thực hành chuyên môn phân tích tâm lý tự do vào năm 1911. Tổ chức này về sau trở thành trung tâm cho những ai muốn thực hành Tâm lý cá nhân.
Trong Chiến tranh Thế giới lần I, Adler phục vụ như một thầy thuốc trong quân đội Áo. Sau đó ông phục vụ tại một bệnh viện nhi đồng. Ông đã chứng kiến những di hại tàn phá của chiến tranh. Từ đó hứng thú của ông bắt đầu chuyển dần sang mảng xã hội. Ông tin rằng nếu nhân loại muốn phát triển, con người cần phải thay đổi đường lối cũ hiện thời.
Sau chiến tranh, ông tham gia vài công trình khác nhau, trong đó bao gồm cả việc sáp nhập bệnh viện vào trường học và huấn luyện giáo viên. Năm 1926, ông đến Hoa Kỳ để thỉnh giảng và sau cùng đã nhận lời thỉnh giảng tại Đại học Y khoa Long Island. Năm 1934, gia đình ông rời Vienna vĩnh viễn.
Vào ngày 28 tháng 5 năm 1937, trong chuỗi những bài giảng tại Đại học Aberdeen, ông từ trần sau một cơn đau tim.

## Ảnh hưởng trong tâm lý học
Alfred Adler là người tiên phong trong lý luận về tâm lý học cá nhân. Các tư tưởng cách mạng của ông trong lĩnh vực này bao gồm:
- Quan hệ giữa người với người là nguồn gốc của cả phiền muộn lẫn hạnh phúc.
- Mỗi cá nhân là một tồn tại không phải được tạo nên bởi những sự kiện trong quá khứ mà bởi cách cá nhân đó gán ý nghĩa cho những sự kiện đó. Chính mục đích hiện tại chứ không phải nguyên nhân trong quá khứ dẫn tới việc ra quyết định thực hiện các sự kiện trong cuộc đời của cá nhân.
- Từng cá nhân là thành viên của xã hội có phân công chức năng. Một chức năng tồn tại, không bị loại bỏ có nghĩa là chức năng đó có vai trò nhất định đối với xã hội. Từng cá nhân không nên can thiệp vào chức năng của người khác, cũng không được để người khác can thiệp vào chức năng của mình. Các mối quan hệ ngang hàng dựa trên phân công chức năng như thế là cần thiết. Việc thấu cảm và tôn trọng chức năng của người khác như thế, việc quan tâm tới những điều người khác quan tâm gọi là "cảm thức cộng đồng".  Nhu cầu được người khác thừa nhận, suốt đời để ý đến đánh giá của người khác, cuối cùng sẽ thành ra "sống cuộc đời của người khác".
- Từng cá nhân phải đối mặt với 'ba nhiệm vụ cuộc đời', đó là giải quyết ba mối quan hệ bao gồm quan hệ công việc, quan hệ bạn bè, quan hệ tình yêu. Quan hệ công việc dựa trên sự tin tưởng có điều kiện. Quan hệ bạn bè dựa trên sự tin tưởng vô điều kiện. Quan hệ tình yêu là sự dâng hiến. Tình trạng trốn tránh nhiệm vụ cuộc đời bằng cách đưa ra đủ lý lẽ bao biện được Adler gọi là "lời nói dối cuộc đời". Lời nói dối cuộc đời lớn nhất là chìm đắm trong quá khứ và mơ mộng về tương lại.
- Adler cho rằng trong giáo dục, quan hệ giữa giáo viên và học sinh nên là quan hệ bạn bè; sự tôn trọng và tin tưởng học sinh, để cho học sinh tự lập đòi hỏi không được áp dụng các biện pháp khen thưởng - trừng phạt.
- Cống hiến cho người khác, cho xã hội là để đạt được cảm giác thuộc về một nơi nào đó, rằng mình có thể ở đó.